# خرران
خرران یک منطقهٔ مسکونی در امارات متحده عربی است که در امارت رأس‌الخیمه واقع شده‌است. خرران ۶ متر بالاتر از سطح دریا واقع شده‌است.